# Hadi Mohaghegh
Hadi Mohaghegh ou Seyed Hadi Mohaghegh (en persan سید هادی محقق) est un réalisateur et scénariste iranien né en 1979.

## Biographie et carrière
Hadi Mohaghegh naît à Dehdasht (en) en Iran, dans la province de Kohgiluyeh, en 1979 (1357 du calendrier persan),. Il commence sa carrière au théâtre puis à la télévision comme acteur. En 2010, il commence à réaliser des téléfilms.
Son premier long métrage, Bardou, sort en salles en 2013. Dans une interview, il dit s'inspirer de la nature et de sa propre nostalgie. Il ajoute qu'il n'aime pas délivrer de messages, qui passent toujours pour des conseils. Immortal décrit la culpabilité d'un homme qui a perdu sa famille dans un accident. L'histoire dont s'inspire le film concernait une femme que le réalisateur a remplacée par un homme à cause des interdits qui pèsent sur la représentation du corps féminin en Iran.
L'Odeur du vent, sorti en 2023 en France, est son quatrième long métrage.

### Famille
Son frère, Seyed Reza Mohaghegh (fa), est producteur de cinéma.

## Filmographie
- 2010 : Brothers of My Land (téléfilm)
- 2012 : A Look into the Sky (documentaire)
- 2012 : It May Also Happen to You (court métrage)
- 2013 : Bardou Prix du meilleur film et du meilleur réalisateur du festival international du film pour enfants et jeunes adultes d'Ispahan[5].
- 2015 : Immortal (Mamiroo) Pix du meilleur film et prix de la critique du festival international du film de Busan[1].
- 2018 : Here (Iro)
- 2022 : L'Odeur du vent (Derb) Grand prix du jury du festival international du film de Busan et Montgolfière d'argent au festival des 3 Continents à Nantes[6].